# Aulacus emineo
Aulacus emineo är en stekelart som beskrevs av Jennings, Austin och Stevens 2004. Aulacus emineo ingår i släktet Aulacus och familjen vedlarvsteklar. Inga underarter finns listade.